# René Alexandre
René Alexandre (22 de diciembre de 1885-19 de agosto de 1946) fue un actor teatral y cinematográfico de nacionalidad francesa, miembro de la Comédie-Française. Además, fue alcalde de Grosley-sur-Risle desde 1935 a 1940.

## Biografía
Nacido en Reims, Francia, aprendió el oficio de actor como alumno de Paul Mounet, graduándose en 1908 en el Conservatorio Nacional Superior de Arte Dramático con dos primeros premios (tragedia y comedia). 
Interpretó Ramuntcho, de Pierre Loti, en el Teatro del Odéon, ingresando en la Comédie-Française en 1908. Fue miembro de la Comédie-Française desde 1920 a 1944, siendo nombrado miembro honorario en 1945.
Presidente fundador de la Asociación de Actores combatientes, fue nombrado comandante de la Legión de Honor. En 1912 fundó en Grosley-sur-Risle, localidad de la que fue alcalde 1935 y 1940, una residencia para actores antiguos combatientes, siendo él mismo antiguo combatiente por haber participado en la Primera Guerra Mundial.
Por ser de origen judío, Alexandre hubo de interrumpir su actividad artística durante la ocupación alemana en la Segunda Guerra Mundial.
Para la gran pantalla, rodó 53 filmes desde 1909 a 1940. Se casó en Limeil-Brévannes en 1912 con Gabrielle Robinne (1886-1980), también miembro de la Comédie-Française y actriz cinematográfica. 
René Alexandre falleció en 1946 en Vitré, Francia. Fue enterrado, al igual que su esposa, en Saint-Cloud.

## Teatro

### Carrera en la Comédie-Française
Ingreso en la Comédie-Française en 1908
Miembro de la Comédie-Française desde 1920 a 1944
Miembro honorario en 1945

#### Actor
- 1909 : La Furie, de Jules Bois
- 1909 : L'Honneur et l'Argent, de François Ponsard
- 1909 : La Robe rouge, de Eugène Brieux
- 1909 : Sire, de Henri Lavedan
- 1913 : Yvonic, de Paul Ferrier y Jeanne Ferrier
- 1919 : Les Sœurs d'amour, de Henry Bataille
- 1919 : Le Voile déchiré, de Pierre Wolff
- 1919 : Berenice, de Jean Racine
- 1920 : Les Chaînes, de Georges Bourdon
- 1920 : La Nuit de décembre, de Alfred de Musset
- 1920 : Le Soupço, de Alexandre Dumas (hijo)
- 1921 : La Robe rouge, de Eugène Brieux
- 1921 : Aimer, de Paul Géraldy
- 1922 : La Comtesse d'Escarbagnas, de Molière
- 1922 : L'Ivresse du sage, de François de Curel, escenografía de Marie-Thérèse Piérat
- 1923 : 1802 Dialogue des morts, de Ernest Renan
- 1923 : Un homme en marche, de Henry Marx
- 1923 : Monna Vanna, de Maurice Maeterlinck
- 1924 : Le Tombeau sous l'Arc de Triomphe, de Paul Raynal
- 1924 : L'Énigme, de Paul Hervieu
- 1924 : Edipo en Colono, de Sófocles
- 1924 : Le Vieil Homme, de Georges de Porto-Riche
- 1925 : Esther, de Jean Racine
- 1925 : Robert et Marianne, de Paul Géraldy
- 1925 : L'Appel du paladin, de Charles Clerc
- 1926 : La Leçon de Talma, de René Fauchois
- 1926 : Le Cœur partagé, de Lucien Besnard
- 1932 : La Jalousie, de Sacha Guitry, escenografía del autor
- 1933 : Coriolano, de William Shakespeare, escenografía de Émile Fabre
- 1935 : Lucrèce Borgia, de Victor Hugo, escenografía de Émile Fabre
- 1936 : La Rabouilleuse, de Émile Fabre a partir de Honoré de Balzac, escenografía de Émile Fabre
- 1937 : Douze Livres, de J. M. Barrie
- 1938 : La Robe rouge, de Eugène Brieux
- 1938 : Ifigenia, de Jean Racine, escenografía de Marie Ventura
- 1938 : Británico, de Jean Racine, escenografía de Jean Yonnel
- 1939 : L'Amour médecin, de Molière, escenografía de Pierre  Bertin
- 1939 : Atalía, de Jean Racine, escenografía de Georges Le Roy
- 1944 : Esther, de Jean Racine, escenografía de Georges Le Roy
- 1944 : Le Soulier de satin, de Paul Claudel, escenografía de Jean-Louis Barrault
- 1945 : A souffert sous Ponce-Pilate, de Paul Raynal, escenografía de René Alexandre

#### Director
- 1939 : A souffert sous Ponce-Pilate, de Paul Raynal,

### Fuera de la Comédie-Française
- 1920 : L'Animateur, de Henry Bataille, Théâtre du Gymnase Marie-Bell

## Filmografía
- 1908 : Benvenuto Cellini, de Camille de Morlhon y Albert Capellani
- 1908 : Tarquin le Superbe, de Albert Capellani
- 1908 : Le Roman d'un gueux, de Georges Monca
- 1909 : La Tosca, de André Calmettes y Charles Le Bargy
- 1909 : La Tour de Nesle, de Albert Capellani
- 1909 : L'Enfant prodigue, de Georges Berr
- 1909 : On ne badine pas avec l'amour
- 1910 : Fouquet, l'homme au masque de fer, de Camille de Morlhon
- 1910 : Le Mauvais hôte, de Louis Feuillade
- 1910 : Pygmalion, de Daniel Riche
- 1910 : Aimez-vous les uns les autres, de Charles Decroix
- 1910 : Grandeur d'âme, de Henri Andréani
- 1910 : Le Marchand d'images, de Henri Andréani
- 1911 : Latude ou Trente-cinq ans de captivité, de Gérard Bourgeois y Georges Fagot
- 1911 : Paillasse, de Camille de Morlhon
- 1911 : Notre-Dame de Paris, de Albert Capellani
- 1911]: Le Devoir et l'honneur, de Henri Andréani
- 1911 : Cadoudal, de Gérard Bourgeois
- 1911 : André Chénier, de Louis Feuillade y Etienne Arnaud
- 1911 : Radgrune, de Camille de Morlhon
- 1912 : Philémon et Baucis, de Georges Denola
- 1912 : Quentin Durward, de Adrien Caillard
- 1912 : Les Martyrs de la vie, de René Leprince
- 1912 : Femme fatale
- 1912 : Le Jugement de Salomon, de Henri Andréani
- 1912 : La Revanche du passé, de René Leprince
- 1912 : Le Dédale, de René Leprince
- 1913 : La Reine de Saba, de Henri Andréani
- 1913 : Plus fort que la haine, de René Leprince y Ferdinand Zecca
- 1913 : Cœur de femme, de René Leprince y Ferdinand Zecca
- 1913 : La Leçon du gouffre, de René Leprince y Ferdinand Zecca
- 1913 : La Comtesse noire, de René Leprince y Ferdinand Zecca
- 1913 : Le Roi du bagne, de René Leprince
- 1914 : God's Warning
- 1914 : La Danse héroïque, de René Leprince y Ferdinand Zecca
- 1914 : La Jolie Bretonne, de René Leprince y Ferdinand Zecca
- 1914 : La Lutte pour la vie, de René Leprince y Ferdinand Zecca
- 1914 : Le Roi de l'air, de René Leprince y Ferdinand Zecca
- 1914 : Les Enfants d'Édouard, de Henri Andréani
- 1915 : Le Vieux Cabotin, de René Leprince y Ferdinand Zecca
- 1915 : The Shadow of Doubt
- 1915 : Le Noël d'un vagabond, de René Leprince y Ferdinand Zecca
- 1919 : Perdue, de Georges Monca
- 1919 : Les Larmes du pardon, de René Leprince y Ferdinand Zecca
- 1919 : Le Calvaire d'une reine, de René Leprince y Ferdinand Zecca
- 1921 : Champi-Tortu, de Jacques de Baroncelli
- 1921 : La Terre, de André Antoine
- 1922 : Molière, sa vie, son œuvre, de Jacques de Féraudy
- 1923 : Fleur du mal, de Gaston Mouru de Lacotte
- 1929 : Tu m'appartiens!, de Maurice Gleize
- 1932 : Le Coffret de laque, de Jean Kemm
- 1933 : La Tête d'un homme, de Julien Duvivier
- 1935 : Un soir à la Comédie-Française, de Léonce Perret
- 1940 : Paris-New York, de Yves Mirande
- 1940 : Les Musiciens du ciel, de Georges Lacombe